# Jernej Kozan
Jernej Kozan, slovenski plesalec iz Tribuč pri Črnomlju, * 11. november 1993.
Slovenski javnosti je postal znan kot zmagovalec 5. sezone Slovenija ima talent. Prvič se je zgodilo, da je zmagal moški in da je zmagal plesalec.
S plesom se je začel ukvarjati leta 2010, ko je v Plesnem studiu Novo mesto začel trenirati hiphop. Nanj je močno vplival trener Žiga Sotlar. Pozneje se je navdušil za popping – improvizacijsko zvrst, pri kateri plesalec posnema gibe robota, vsebuje pa tudi elemente, hiphopa in dubstepa –, ki se ga je naučil s pomočjo videov na Youtubu.
Leta 2014 je na svojem facebook profilu objavil video kateri ima sedaj 100.000 in več ogledov.
2015 se je udeležil več tekmovanj, in sicer v solo kategoriji electric boogieja: februarja je bil na 3. pokalnem turnirju v Brežicah drugi, na 5. pokalnem turnirju v Ljubljani (14.−15. 3.) je bil četrti, na 6. pokalnem turnirju v Podčetrtku (27.–28. 3.) pa prvi. Na evropskem prvenstvu v modernih tekmovalnih plesih (10.–13. 6.) v Kielcah na Poljskem je zasedel 19. mesto (od 50), na slovenskem državnem prvenstvu, ki je med 20. in 28. junijem potekalo v Medvodah, je bil peti, oktobra pa je bil na svetovnem prvenstvu v italijanskem Riminiju 23. (od 54 tekmovalcev).
Leto kasneje se je pravtako udeleževal tekmovanij in se uvrstil na evropsko prvenstvo (8.-11.6.) v Ostravi, kjer je zasedel 6. mesto in tudi na svetovno prvenstvo (19.-23.10.) v Grazu, kjer je zasedel 25. mesto.